# Gospodarka Urugwaju
Gospodarka Urugwaju – Urugwaj ma częściowo dolaryzowaną gospodarkę. W sierpniu 2008 roku prawie 60% kredytów bankowych zrealizowano w dolarach, ale większość transakcji dalej prowadzi się w peso urugwajskim. Charakteryzuje ją dobrze rozwinięty sektor rolnictwa zorientowany na eksport wraz z wysokim poziomem wydatków socjalnych. Łączna wartość eksportu i importu wynosi około 40% PKB.

## Dziedziny gospodarki

### Rolnictwo

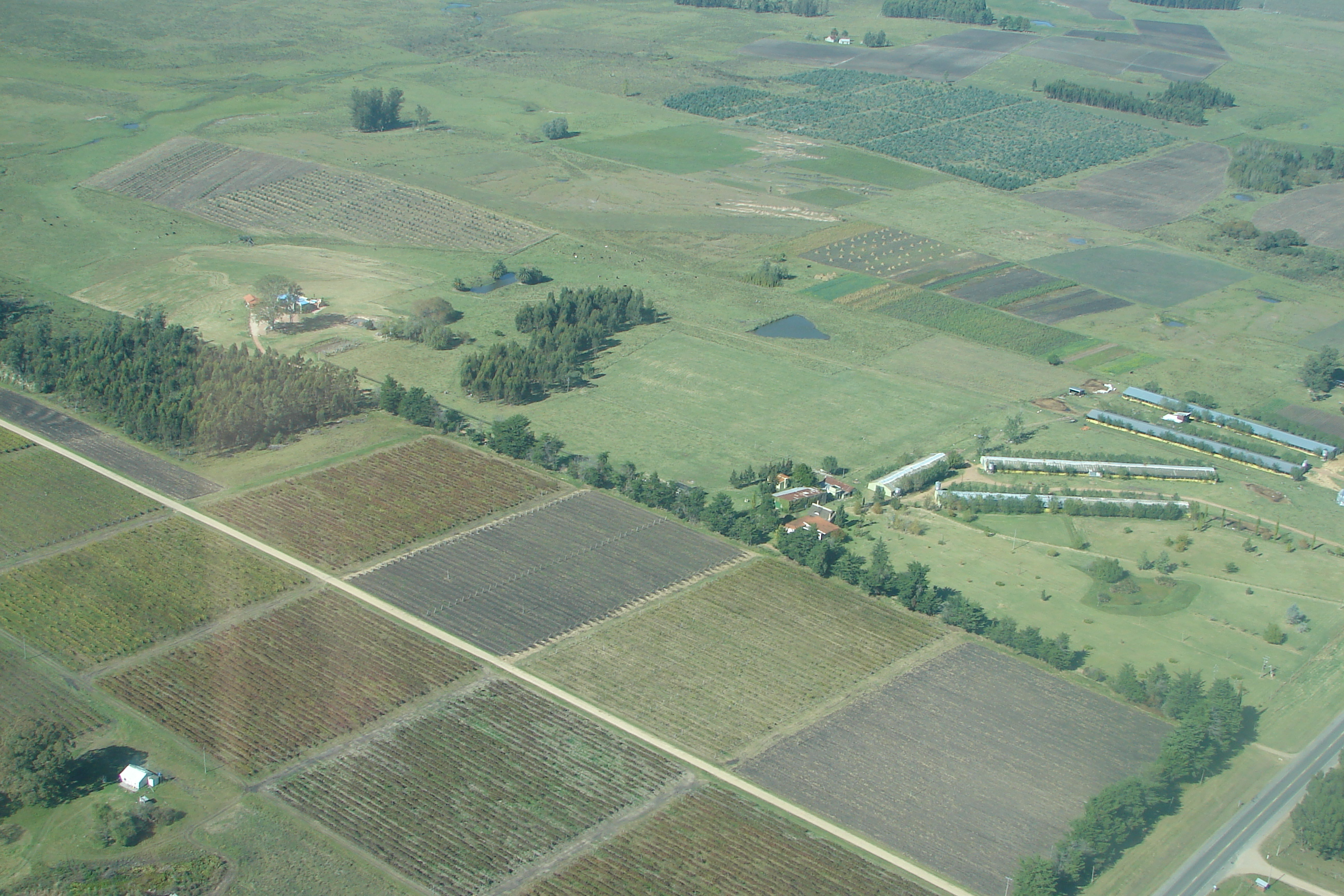
Urugwajskie pola uprawne w okolicy San Jancinto

Podstawą gospodarki kraju jest rolnictwo. Użytki rolne stanowią 84% powierzchni Urugwaju. Uprawia się: pszenicę, kukurydzę, jęczmień, sorgo, buraki cukrowe, bataty, ziemniaki, ryż, drzewa cytrusowe, winorośl oraz tytoń szlachetny. Najistotniejsze znaczenie ma hodowla zapoczątkowana już przez osadników zagospodarowujących pampę. 
Urugwaj jest czwartym w Ameryce Południowej producentem win. Winnice zajmują obszar około 10 000 ha i dają surowiec do produkcji ok. 0,9–1,0 mln hl wina rocznie. Za narodowy szczep Urugwaju uchodzi czerwony tannat. Przeciętny Urugwajczyk pije 33 litry wina rocznie.
Hoduje się przede wszystkim bydło i owce, a także konie. Coraz większego znaczenia nabiera rybołówstwo. Mięso, wełna (eksportowana głównie do Ameryki Północnej, a stamtąd do W. Brytanii i Indii), skóry i produkty pochodzenia zwierzęcego są głównymi artykułami eksportowymi, samo mięso wołowe stanowi 13% eksportu tego kraju. 

### Wydobycie i produkcja
Sektor ten nie wnosi znaczącego wkładu w gospodarkę kraju, w ostatnich latach nastąpiła jednak pewna działalność w zakresie rozwoju kopalń złota i cementu, a także wydobycia granitu. Obecnie rząd Urugwaju poszukuje na swoich ziemiach złóż ropy naftowej w celu jej wydobycia.

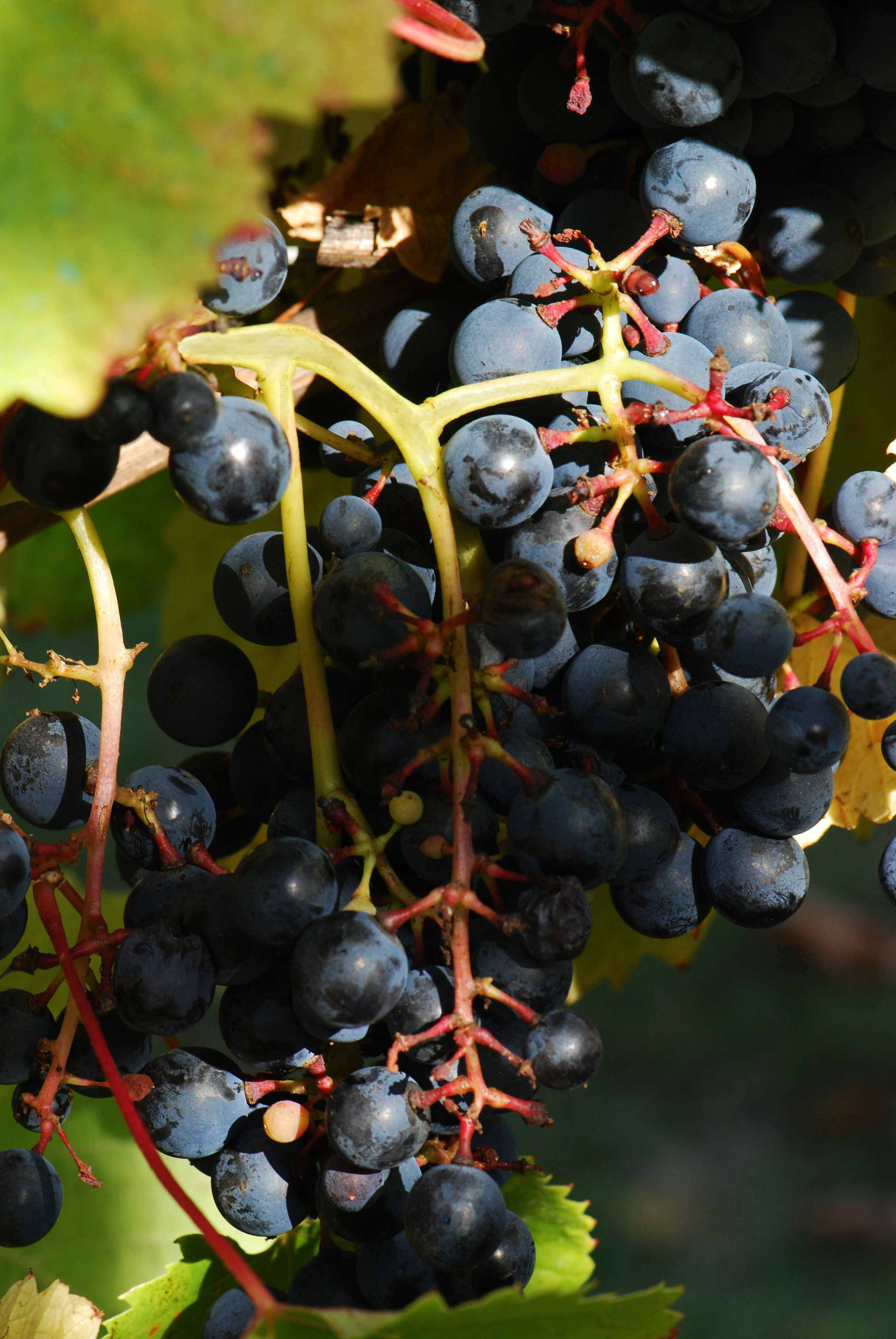
Winogrona szczepu Tannat

Z powodu dwóch dużych inwestycji dokonanych w 1991 i 1997 najważniejszym produkowanym dobrem eksportowym w Urugwaju są tworzywa sztuczne. Inwestycje te wytyczyły drogę większemu eksportowi produktów opartych na tworzywach sztucznych, które odegrały bardzo ważną rolę w gospodarce Urugwaju. Największy eksport stanowi siarczan chemiczny (16% eksportu wg stanu z 2017 roku).

### Turystyka
W 2013 turystyka i podróże stanowiły 9,4% PKB kraju. Branża turystyczna charakteryzuje się głównie przyciąganiem turystów z sąsiednich krajów. Obecnie główną atrakcją Urugwaju są tereny położone w regionie wokół Punta del Este oraz kurorty w departamentach Maldonado i Rocha.

## Dane statystyczne

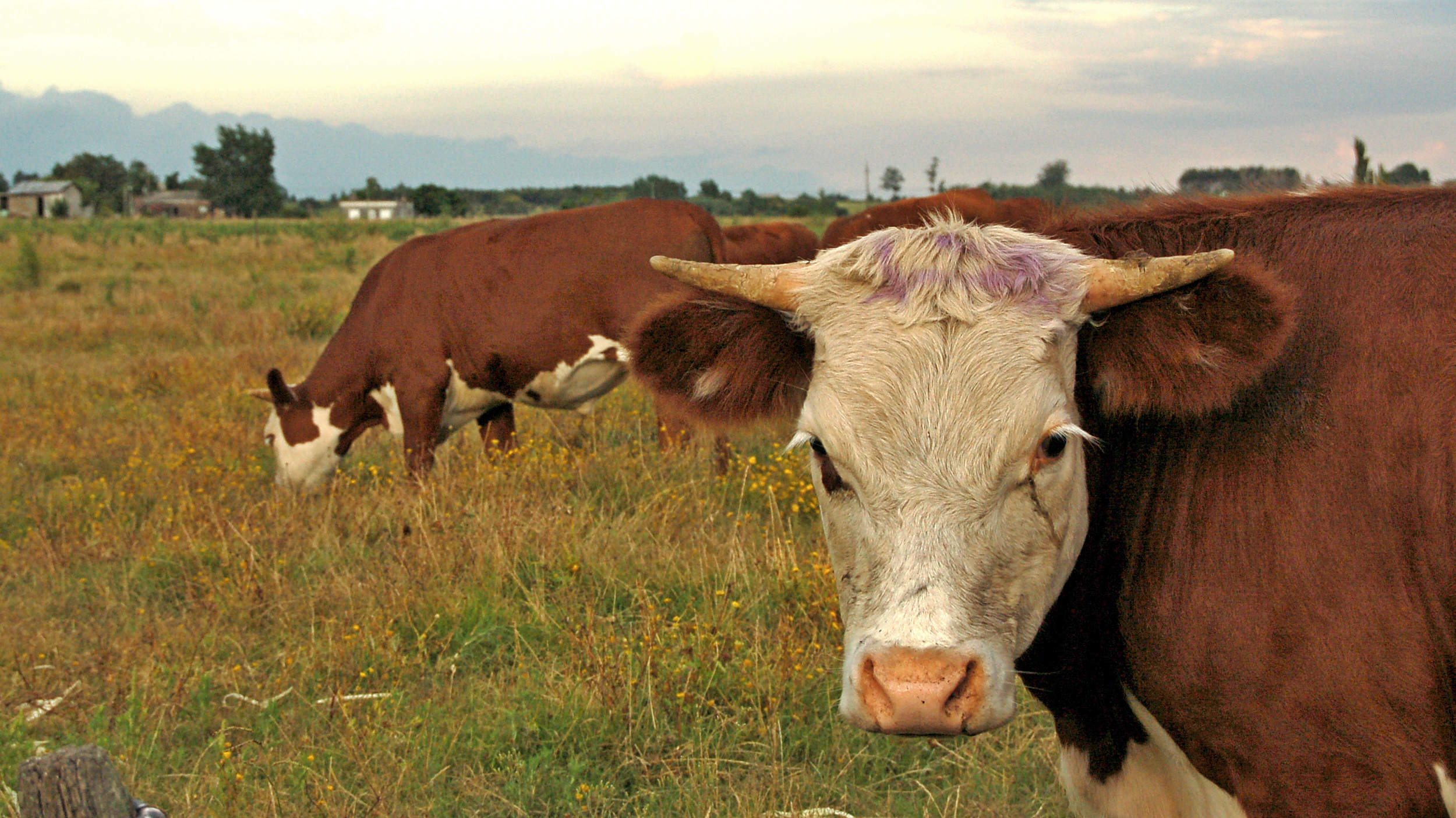
Urugwajskie bydło rasy Hereford

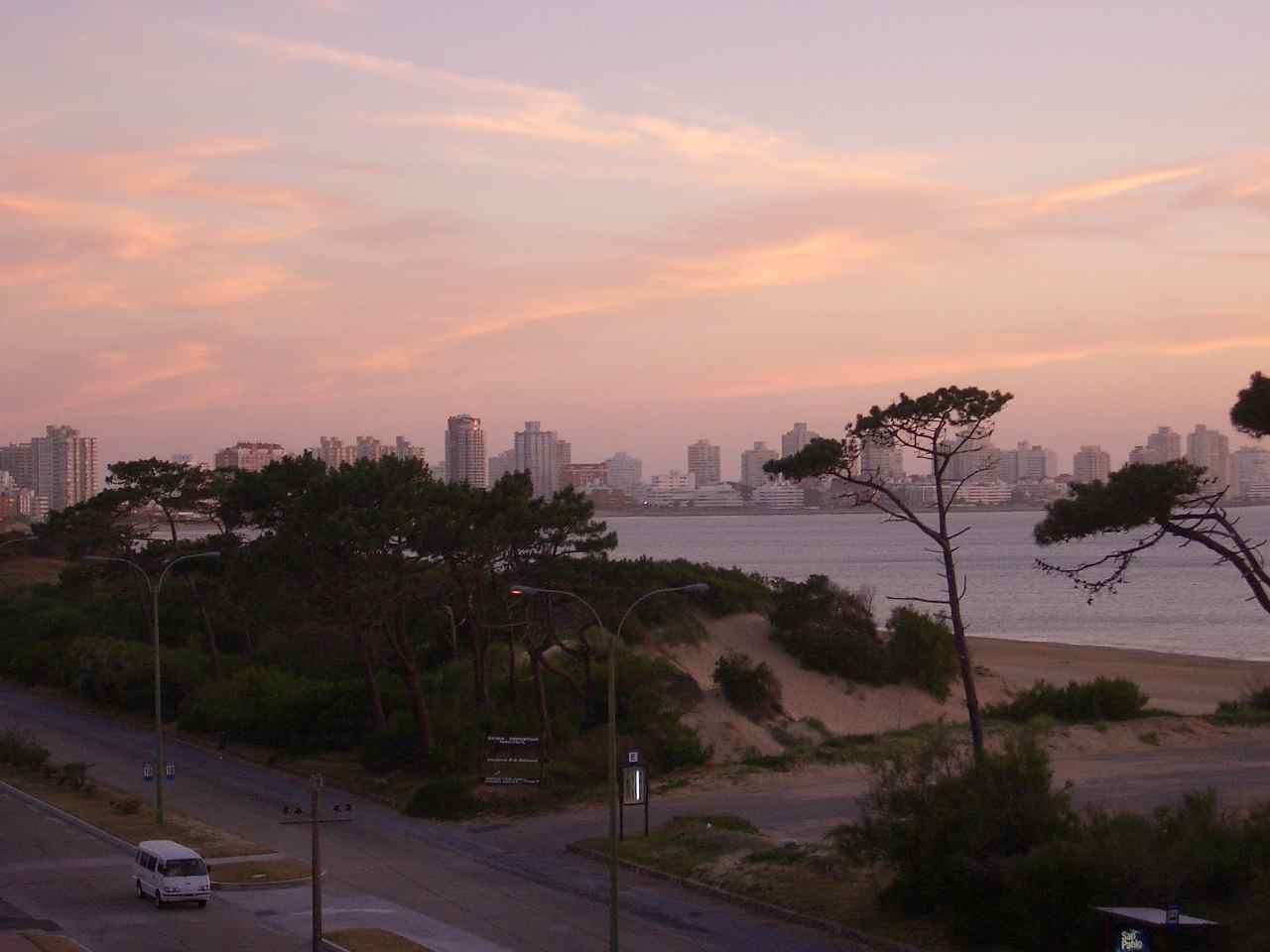
Panorama Maldonado

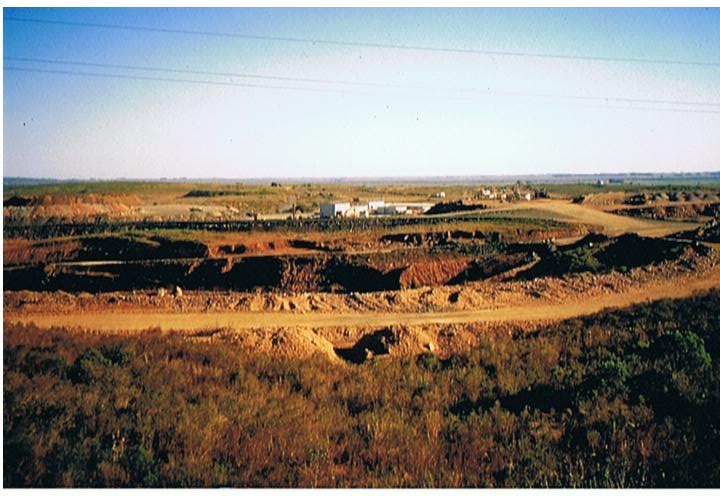
Kopalnia odkrywkowa złota w Urugwaju (1999)

źródło:
| Rok  | PKB w USD | PKB na mieszkańca w USD | Wzrost PKB (rzeczywisty) | Inflacja | Stopa bezrobocia | Ubóstwo |
| ---- | --------- | ----------------------- | ------------------------ | -------- | ---------------- | ------- |
| 2000 | 33,33 mld | 9952                    | -1,8%                    | 4,8%     | 13,4%            | 17,8%   |
| 2005 | 38,42 mld | 11 461                  | 6,8%                     | 4,7%     | 12,1%            | 29,2%   |
| 2006 | 41,23 mld | 12 277                  | 4,1%                     | 6,4%     | 10,8%            | 32,5%   |
| 2007 | 45,09 mld | 13 425                  | 6,5%                     | 8,1%     | 9,4%             | 29,6%   |
| 2008 | 49,28 mld | 14 652                  | 7,2%                     | 7,9%     | 7,9%             | 24,2%   |
| 2009 | 51,76 mld | 15 321                  | 4,2%                     | 7,1%     | 7,8%             | 21,0%   |
| 2010 | 56,48 mld | 16 627                  | 7,8%                     | 7,0%     | 7,0%             | 18,5%   |
| 2011 | 60,62 mld | 17 763                  | 5,2%                     | 8,1%     | 6,4%             | 13,7%   |
| 2012 | 63,92 mld | 18 655                  | 3,5%                     | 8,1%     | 6,3%             | 12,4%   |
| 2013 | 67,96 mld | 19 756                  | 4,6%                     | 8,6%     | 6,5%             | 11,5%   |
| 2014 | 71,42 mld | 20 681                  | 3,2%                     | 8,9%     | 6,6%             | 9,7%    |
| 2015 | 72,47 mld | 20 902                  | 0,4%                     | 8,7%     | 7,5%             | 9,7%    |
| 2016 | 74,45 mld | 21 395                  | 1,5%                     | 9,6%     | 7,9%             | 9,4%    |
| 2017 | 78,15 mld | 22 371                  | 3,1%                     | 6,2%     | 7,4%             | 7,9%    |